# Christian Eyenga
Christian Eyenga Moenge (Kinshasa, 22 de junio de 1989) es un jugador de baloncesto congoleño que pertenece a la plantilla del Fos Provence Basket de la LNB Pro B de Francia. Con 1,98 metros de altura, juega indistintamente en las posiciones de alero y escolta.

## Trayectoria deportiva

### África y Europa
Comenzó jugando al baloncesto en el equipo de su ciudad natal del Onatra Kinshasa, desde donde llegó al Joventut de Badalona de la Liga ACB, jugando al principio en las categorías inferiores del club. En 2007 pasó a formar parte del filial del Joventut en la LEB Plata, el CB Prat, donde promedió 12,8 puntos y 5 rebotes por partido.
Durante dos temporadas alternó sus participaciones en la liga LEB con apariciones en la primera plantilla del Joventut, llegando a disputar 5 partidos de la Euroliga. En 2007, y con solo 18 años, debutó con la selección del Congo en el FIBA Africa Championship, donde promedió 7,6 puntos y 2,6 rebotes en los 3 partidos que disputó.

### Profesional
Fue elegido en la trigésima posición del Draft de la NBA de 2009 por Cleveland Cavaliers, con los que disputó la tradicional NBA Summer League, en las que en sus dos primeros partidos promedió 5,5 puntos y 3 rebotes por partido.Decide renovar por 3 años por el club que le dio la oportunidad, el Club Joventut de Badalona.
El 15 de marzo de 2012 fue traspasado a Los Angeles Lakers junto con Ramon Sessions a cambio de Luke Walton, Jason Kapono y una primera ronda del draft siendo enviado al equipo filial de los Lakers.
En la temporada 2016-17, forma parte del Varese italiano donde promedia 12.6 puntos y 3.5 rebotes para un total de 11.3 de valoración por encuentro, con un porcentaje de 32% en triples.
En mayo de 2017, llega a Unicaja Málaga para cubrir la lesión de Adam Waczyński, que se perdería lo que resta de temporada, para afrontar la fase final de la competición y la lucha por el título de la Liga Endesa. En su retorno a la Liga Endesa.
En julio de 2017, firmó con el Montakit Fuenlabrada por una temporada, siendo renovado posteriormente. 
Después del descenso de categoría del Baloncesto Fuenlabrada, en 2023 ficha por el Lille Metropole Basket de la liga Pro B francesa. 
A principios de 2024 se unió al equipo de los Lobos Plateados de la BUAP de la liga Mexicana. 

## Estadísticas de su carrera en la NBA

### Temporada regular
| Año     | Equipo    | PJ | PT | MPP  | %TC  | %3P  | %TL  | RPP | APP | ROB | TPP | PPP |
| ------- | --------- | -- | -- | ---- | ---- | ---- | ---- | --- | --- | --- | --- | --- |
| 2010-11 | Cleveland | 44 | 18 | 21.5 | .425 | .275 | .643 | 2.8 | 0.8 | 0.8 | 0.6 | 6.9 |
| Total   | Total     | 44 | 18 | 21.5 | .425 | .275 | .643 | 2.8 | 0.8 | 0.8 | 0.6 | 6.9 |